# Гран-при Европы 1999 года
Гран-при Европы 1999 года — 14-й этап чемпионата мира по автогонкам в классе Формула-1 сезона 1999 года прошёл на автодроме Нюрбургринг, в Нюрбурге (Германия) 26 сентября. Одна из самых насыщенных событиями гонок сезона, это Гран-при прошло при весьма переменных погодных условиях, в результате победа досталась выступавшему за «Стюарт» Джонни Херберту, вторым стал Трулли из «Проста», а третью ступень подиума занял второй «Стюарт» Баррикелло. Из боровшихся за титул гонщиков очки заработать удалось лишь Хаккинену, причем лишь два — Ирвайн финишировал седьмым и очков не заработал, Култхард и Френтцен сошли. Единственное очко в сезоне заработала команда «Минарди». Лука Бадоер за всю свою долгую карьеру был наиболее близок к финишу в очках, незадолго до финиша занимая четвёртое место, но сошёл.

## Квалификация
| Место | №  | Гонщик                 | Команда            | Круг     | Gap    |
| ----- | -- | ---------------------- | ------------------ | -------- | ------ |
| 1     | 8  | Хайнц-Харальд Френтцен | Jordan-Mugen-Honda | 1:19,910 | -      |
| 2     | 2  | Дэвид Култхард         | McLaren-Mercedes   | 1:20,176 | +0,266 |
| 3     | 1  | Мика Хаккинен          | McLaren-Mercedes   | 1:20,376 | +0,466 |
| 4     | 6  | Ральф Шумахер          | Williams-Supertec  | 1:20,444 | +0,534 |
| 5     | 18 | Оливье Панис           | Prost-Peugeot      | 1:20,638 | +0,728 |
| 6     | 9  | Джанкарло Физикелла    | Benetton-Playlife  | 1:20,718 | +0,808 |
| 7     | 7  | Деймон Хилл            | Jordan-Mugen-Honda | 1:20,818 | +0,908 |
| 8     | 22 | Жак Вильнёв            | BAR-Supertec       | 1:20,825 | +0,915 |
| 9     | 4  | Эдди Ирвайн            | Ferrari            | 1:20,842 | +0,932 |
| 10    | 19 | Ярно Трулли            | Prost-Peugeot      | 1:20,965 | +1,055 |
| 11    | 10 | Александр Вурц         | Benetton-Playlife  | 1:21,144 | +1,234 |
| 12    | 3  | Мика Сало              | Ferrari            | 1:21,314 | +1,404 |
| 13    | 12 | Педру Динис            | Sauber-Petronas    | 1:21,345 | +1,435 |
| 14    | 17 | Джонни Херберт         | Stewart-Ford       | 1:21,379 | +1,469 |
| 15    | 16 | Рубенс Баррикелло      | Stewart-Ford       | 1:21,490 | +1,580 |
| 16    | 11 | Жан Алези              | Sauber-Petronas    | 1:21,634 | +1,724 |
| 17    | 23 | Рикардо Зонта          | BAR-Supertec       | 1:22,267 | +2,357 |
| 18    | 5  | Алессандро Дзанарди    | Williams-Supertec  | 1:22,284 | +2,374 |
| 19    | 20 | Лука Бадоер            | Minardi-Ford       | 1:22,631 | +2,721 |
| 20    | 20 | Марк Жене              | Minardi-Ford       | 1:22,760 | +2,850 |
| 21    | 15 | Тораносукэ Такаги      | Arrows             | 1:23,401 | +3,491 |
| 22    | 14 | Педро де ла Роса       | Arrows             | 1:23,698 | +3,788 |

## Гонка
Гонка началась с прерванного старта, но шестеро сорвались с места. По неподтверждённым слухам, так ФИА ловила жуликов: светофоры управлялись по радио, автомобиль ловил сигнал, выжидал определённое время и подавал звук в наушники пилоту. По более приземлённой версии, Дзанарди и Жене неверно встали на решётку. Никаких санкций за фальстарт не было. В любом случае со следующего года стартовая процедура изменилась: светофоры горели случайное время от 1 до 5 секунд и гасли.
Гонка прошла при плохих погодных условиях, за время гонки дождь начинался и прекращался несколько раз, благодаря чему зрители увидели столкновения, несколько вылетов и множество пит-стопов. Стартовавший с поула Хайнц-Харальд Френтцен на старте свою первую позицию сохранил и лидировал уже 25 кругов, когда начался дождь и за его спиной началась серия пит-стопов с заменой шин и настроек применительно к капризам погоды. Тринадцать гонщиков уже побывали в боксах. Джонни Херберт, стартовавший с 14-й позиции, ехал на «сухих» покрышках и благодаря этому методично продвигался все ближе к голове пелотона. К 29-му кругу он уже замыкал первую шестерку. На 33-м круге заглох мотор «Джордана» Френтцена, и в лидеры вышел Култхард, Херберт стал пятым после Ральфа Шумахера, Рубенса Баррикелло и Физикеллы. На 35 круге снова пошёл дождь. Херберт, как и многие, заезжает в боксы и «переобувается» в дождевые покрышки. Култхард вылетает на заливающейся дождем трассе на 37 круге и в лидеры выходит Ральф Шумахер, который свой пит-стоп к тому времени уже сделал. Рубенс Баррикелло, сохраняя третью позицию, заезжает в боксы вслед за Хербертом, но чтобы хоть один из гонщиков команды «Стюарт» не прогадал, ему ставят «сухие» покрышки. Херберт становится третьим. Баррикелло возвращается на трассу четвёртым, однако свежий «сухой» комплект резины подвел бразильца, он едет слишком медленно и его вскоре нагоняет и проходит почти без борьбы Трулли. «Стюарт» больше рисковать не хочет, и бразильцу очередной пит-стоп со сменой типа резины не организовывают, а приказывают продолжать гонку. Прокол колеса у «Уильямса» Ральфа Шумахера на 44-м круге делает Херберта вторым, а немец заезжает на очередной пит-стоп, и вскоре возвращается, но только шестым позади обоих гонщиков «Минарди», и для немца гонка потеряна. Ставший неожиданно лидером Джанкарло Физикелла лидирует всего 4 круга и вылетает на 48 круге. Херберт возглавляет гонку и последние 18 полных круга он идет лидером и побеждает с приличным отрывом в 22 секунды от идущего вторым Ярно Трулли. Баррикелло, к концу гонки идущий на пустых баках и прогретой резине, начинает нагонять Трулли и последние несколько кругов ведет ожесточенную борьбу за второе место, однако Трулли сотворяет сенсацию, на слабом и ненадежном автомобиле команды «Прост» героически выдерживает все атаки и приезжает к финишу вторым, приведя себя и свою команду к первому подиуму как в собственной карьере, так и в этом сезоне.
| Место | С  | №  | Гонщик                 | Конструктор        | Ш | Круги | Время/причина схода | О  |
| ----- | -- | -- | ---------------------- | ------------------ | - | ----- | ------------------- | -- |
| 1     | 14 | 17 | Джонни Херберт         | Stewart-Ford       | B | 66    | 1:41:54,314         | 10 |
| 2     | 10 | 19 | Ярно Трулли            | Prost-Peugeot      | B | 66    | +22,619             | 6  |
| 3     | 15 | 16 | Рубенс Баррикелло      | Stewart-Ford       | B | 66    | +22,866             | 4  |
| 4     | 4  | 6  | Ральф Шумахер          | Williams-Supertec  | B | 66    | +39,508             | 3  |
| 5     | 3  | 1  | Мика Хаккинен          | McLaren-Mercedes   | B | 66    | +1:02,950           | 2  |
| 6     | 20 | 21 | Марк Жене              | Minardi-Ford       | B | 66    | +1:05,154           | 1  |
| 7     | 9  | 4  | Эдди Ирвайн            | Ferrari            | B | 66    | +1:06,683           |    |
| 8     | 17 | 23 | Рикардо Зонта          | BAR-Supertec       | B | 65    | +1 круг             |    |
| 9     | 5  | 18 | Оливье Панис           | Prost-Peugeot      | B | 65    | +1 круг             |    |
| 10    | 8  | 22 | Жак Вильнёв            | BAR-Supertec       | B | 61    | Сцепление           |    |
| Сход  | 19 | 20 | Лука Бадоер            | Minardi-Ford       | B | 53    | Коробка передач     |    |
| Сход  | 22 | 14 | Педро де ла Роса       | Arrows             | B | 52    | Коробка передач     |    |
| Сход  | 6  | 9  | Джанкарло Физикелла    | Benetton-Playlife  | B | 48    | Вылет               |    |
| Сход  | 12 | 3  | Мика Сало              | Ferrari            | B | 44    | Тормоза             |    |
| Сход  | 21 | 15 | Тораносукэ Такаги      | Arrows             | B | 42    | Вылет               |    |
| Сход  | 2  | 2  | Дэвид Култхард         | McLaren-Mercedes   | B | 37    | Вылет               |    |
| Сход  | 16 | 11 | Жан Алези              | Sauber-Petronas    | B | 35    | Полуось             |    |
| Сход  | 1  | 8  | Хайнц-Харальд Френтцен | Jordan-Mugen-Honda | B | 32    | Электрика           |    |
| Сход  | 18 | 5  | Алессандро Дзанарди    | Williams-Supertec  | B | 10    | Столкновение        |    |
| Сход  | 7  | 7  | Деймон Хилл            | Jordan-Mugen-Honda | B | 0     | Электрика           |    |
| Сход  | 11 | 10 | Александр Вурц         | Benetton-Playlife  | B | 0     | Столкновение        |    |
| Сход  | 13 | 12 | Педру Динис            | Sauber-Petronas    | B | 0     | Столкновение        |    |

Лучший круг: Мика Хаккинен — 1:21,282